# Моника Витти
Мо́ника Ви́тти (итал. Monica Vitti, настоящее имя — Мария Луиза Чечарелли (итал. Maria Louisa Ceciarelli); 3 ноября 1931, Рим — 2 февраля 2022, Рим) — итальянская актриса, пятикратный лауреат премии «Давид ди Донателло» за лучшую женскую роль (больше за всю историю только у Софи Лорен).

## Биография
Мария Луиза Чечарелли родилась в Риме 3 ноября 1931 года в семье Адель Виттильи (из Болоньи) и Анжело Чечарелли. В детстве почти 8 лет семья жила в Мессине, где отец работал инспектором по внешней торговле.
После переезда семьи в Неаполь, в район Вомеро, в возрасте 12 лет она обнаружила в себе страсть к театру во время военных бомбардировок, когда вместе со своим братом Джорджио играла в бомбоубежищах в театр марионеток, развлекая беженцев, тем самым отвлекая их от мрачных мыслей и тревог. Поэтому, вернувшись в Рим после разрушения своего дома в Неаполе, она в 14 лет поступила в театр.
Псевдоним Витти появился от сокращённой девичьей фамилии матери.
Моника Витти в юности принимала участие в любительских спектаклях и в 16 лет поступила в киноакадемию. По окончании Национальной академии драматического искусства в Риме в 1953 году она была занята преимущественно в театре и одной из первых играла в пьесах Брехта и Ионеско. Её кинодебют состоялся в 1954 году, когда она исполнила небольшую роль в комедии «Смейся! Смейся! Смейся!». В 1957 году Моника Витти познакомилась с Микеланджело Антониони и стала его спутницей жизни на долгие годы. Актёрский успех пришёл к ней благодаря 4 фильмам Антониони, снятым с 1960 по 1964 годы. Прорывом для Витти стала роль в экзистенциальной драме Антониони «Приключение» 1960 года. По её словам: «Моя работа в фильме „Приключение“ обогатила все мои ощущения и в творческом, и в человеческом плане». В 1968 году Моника Витти была награждена призом за лучшую женскую роль в фильме Марио Моничелли «Не промахнись, Ассунта!» на кинофестивале в Сан-Себастьяне.
Моника Витти, излучающая одновременно страстность и недоступность и убедительная как в комедийных, так и драматических ролях, стала иконой итальянского кино. Попытка Моники Витти утвердиться в англоязычном кино, сыграв заглавную роль в комедии Джозефа Лоузи 1966 года «Модести Блейз» по комиксу о «Модести Блейз» Питера О’Доннелла, потерпела неудачу.
Моника Витти является обладательницей пяти премий «Давид ди Донателло». В 1974 году входила в состав жюри Каннского кинофестиваля. В 1984 году роль в фильме «Флирт» принесла ей «Серебряного медведя» Берлинского кинофестиваля. Этот фильм, над которым Моника Витти работала и как сценарист, стал режиссёрским дебютом её спутника жизни Роберто Руссо, за которого она вышла замуж в 1995 году.
В 1989 году Витти выступила как режиссёр, автор сценария и актриса фильма Scandalo segreto. После него Моника Витти покинула кинематограф, однако продолжала сниматься на телевидении и работать в театре. В 1993 году Моника Витти опубликовала пользовавшуюся успехом автобиографию «Sette sottane». В 1995 году на Венецианском фестивале её заслуги перед кинематографом были отмечены «Золотым львом».
Моника Витти скончалась 2 февраля 2022 года на 91 году жизни из-за осложнений, вызванных болезнью Альцгеймера.

## Фильмография
- 1954 — Смейся! Смейся! Смейся! / Ridere! Ridere! Ridere! (в титрах не указана)
- 1955 — Адриана Лекуврёр / Adriana Lecouvreur
- 1956 — Норковая шуба / Una pelliccia di visone (в титрах не указана)
- 1958 — Tрoицa / Le dritte
- 1960 — Приключение / L’avventura
- 1961 — Ночь / La notte
- 1962 — Затмение / L’eclisse
- 1963 — Замок в Швеции / Château en Suède
- 1963 — Драже с перцем / Dragées au poivre
- 1964 — Красная пустыня / Il deserto rosso
- 1964 — Летающая тарелка / Il disco volante
- 1966 — Феерия / Le Fate
- 1966 — Модести Блейз / Modesty Blaise
- 1968 — Не промахнись, Ассунта! / La ragazza con la pistola
- 1969 — Алая женщина / La femme écarlate
- 1970 — Драма ревности / Dramma della gelosia (tutti i particolari in cronaca)
- 1970 — Пары / Le coppie
- 1970 — Пацифистка / La pacifista
- 1971 — Суперсвидетель / La supertestimone
- 1970 — Звездная пыль / Polvere di stelle
- 1970 — Тереза — воровка / Teresa la ladra
- 1974 — Призрак свободы / Le fantôme de la liberté
- 1975 — В полночь происходят самые сладкие удовольствия / A mezzanotte va la ronda del piacere
- 1975 — Утка под апельсиновым соусом / L'anatra all'arancia
- 1977 — Спасите, она меня любит! / L’altra metà del cielo
- 1978 — Мои любимые мужчины / Amori miei
- 1979 — Дикие постели / Letti selvaggi
- 1980 — Танго ревности / Il tango della gelosia
- 1980 — Не хочу тебя больше знать, любимый / Non ti conosco più amore
- 1981 — Гостиничный номер / Camera d’albergo
- 1981 — Тайна Обервальда / Il mistero di Oberwald
- 1982 — Я знаю, что ты знаешь, что я знаю / Io so che tu sai che io so
- 1983 — Флирт / Flirt
- 1990 — Тайный скандал / Scandalo segreto

## Видеозаписи
Интервью
- Каплер, Алексей (1969). Интервью Моники Витти во время VI Московского международного кинофестиваля (Кинопанорама). Москва: «YouTube». Дата обращения: 7 сентября 2015.
- Михалков, Никита (1992). Интервью Моники Витти о Микеланджело Антониони (Иллюзион). Рим: «YouTube». Дата обращения: 7 сентября 2015.